# Diuris striata
Diuris striata är en orkidéart som beskrevs av Herman Montague Rucker Rupp. Diuris striata ingår i släktet Diuris och familjen orkidéer.
Artens utbredningsområde är New South Wales. Inga underarter finns listade i Catalogue of Life.